# 西山浩平
西山 浩平（にしやま こうへい、1970年 - ）は、日本の実業家。エレファントデザインホールディングス株式会社代表取締役。

## 略歴
1970年（昭和45年）、兵庫県生まれ。
商社マンの父親を持ち、19歳までをコロンビアで過ごし、日本に帰国し、東京大学に入学。 同大学教養学部在学中に手作りのオーダーメイドの鞄事業を開始、桑沢デザイン研究所にて工業デザインを学ぶ。
大学卒業後、外資系コンサルティング会社マッキンゼー・アンド・カンパニーを経て、エレファントデザインを設立。ユーザー参加型の商品化コミュニティサイト「空想生活」を開設。ユーザーの工夫に仲間が集まると、ロイヤリティとなって還元される、新しい社会システムの構築を目指している。
1997年（平成9年）エレファントデザイン創業。空想家電（後の空想生活、現在のCUUSOO.COM)を開始
2002年（平成14年）よりグッドデザイン賞審査員。 
2005年（平成17年）、米国New Yorkに本拠を置き、100年の歴史を持つThe Japan Societyより、“US-Japan Innovators”の一人に選ばれる。
2007年（平成19年）にはダボス会議を主催するThe World Economic Forum （WEF：世界経済フォーラム）のThe Young Global Leaders (YGL) に、翌2008年には同The Global Agenda Council (GAC) のメンバーに選ばれる。
2007年（平成19年）LEGO社とLEGO CUUSOOサービスを開始
2010年（平成22年）、内閣府「知的財産による競争力強化・国際標準化専門調査会」委員およびThe International Council of Societies of Industrial Design (Icsid：国際インダストリアルデザイン団体協議会)のWorld Design Capital 2014 選考委員に選ばれる。
2010年（平成22年）、Royal Society for the Encouragement of the Arts, Manufacture and Commerce(RSA)フェロー就任。
2011年（平成23年）、The International Council of Societies of Industrial Desing (Icsid)のMember of The Board（理事）に選ばれる。
2012年（平成24年）には公益財団法人日本デザイン振興会理事に就任し、社団法人日本インダストリアルデザイナー協会正会員にもなるとともに、デンマーク政府主導で始動した、ユーザーイノベーションプロジェクト, JOIN.dkのアドバイザーに就任する。
2013年（平成25年）エレファントデザイン社（現在のエレファントデザインホールディングス）の事業部から子会社として独立したCUUSOO SYSTEM　社のCEOに就任
2014年（平成26年）、FastCompanyよりMost Creative People in Business 1000 の一人に選ばれる。

## 研究論文
- 平成10年5月 社団法人日本機械工業連合会「平成9年度知的財産の流通・資産化に関する調査研究報告書」 共著（他2名）
- 平成11年 SD5月号「素材のアプリケーション・デザイン ～デザイナーが素材を応用するためのABC」
- 平成12年2月 IPA情報処理協会「オーダーメイド商品の共同発注システムの開発」 Development Of Group Ordering System For Customized Industrial Products 共著(他1名)

## 受賞歴、表彰歴
- 平成10年10月 通産省中小企業事業団 開催「第1回 ベンチャーフェアJAPAN’98審査委員長賞受賞。
- 平成12年10月 工業製品のオーダーメイドシステム「空想生活」が、「新領域デザイン部門」にて、（財）日本産業デザイン振興会2000年度グッドデザイン賞 を受賞。テーマは「モノづくりのプロセスを変える新しいビジネスモデル」
- 平成13年4月 経済産業省、中小企業総合事業団、（財）社会経済生産性本部主催、創業・ベンチャー国民フォーラム顕彰事業 起業家部門 部門賞受賞。
- 平成13年5月 工業製品のオーダーメイドシステム｢空想生活｣により、第9回桑沢賞受賞。
- 平成13年9月 日本感性工学会賞受賞。